# عبدالله بن اسماعیل
سلطان ابوالعباس مولای عبدالله بن اسماعیل پسر دومین سلطان علوی مراکش، اسماعیل بن شریف بود. او در سال ۱۶۹۴ میلادی به دنیا آمد و پس از ۶۳ سال، در تاریخ دهم نوامبر ۱۷۵۷ در فاس درگذشت. وی به مدت شش بار به سلطنت مراکش رسیده بود. عبدالله جمعاً حدود ۱۸ سال و ۶ ماه سلطنت نمود.

## سلطنت

### دورهٔ یکم
نخستین دورهٔ حکومت او که از ۵ مارس ۱۷۲۹ (وفات برادر بزرگترش ابوالعباس احمد) تا ۲۸ سپتامبر ۱۷۳۴ (تاریخ عزلش به وسیلهٔ برادرش علی) بود. این دوره ۳ سال و ۶ ماه به طول انجامید.

### دورهٔ دوم
دورهٔ دوم حکومت او از ۱۴ فوریه ۱۷۳۶ (پایان حکومت برادرش علی) تا ۸ اوت ۱۷۳۶ (عزل شدنش توسط برادرش محمد دوم) بود و ۶ ماه به طول انجامید.

### دورهٔ سوم
دورهٔ سوم حکومت او از فوریه ۱۷۴۰ (عزل برادرش مستضی) تا ۱۳ ژوئن ۱۷۴۱ (عزل شدندش توسط برادرش زین‌العابدین) بود و ۱ سال و ۴ ماه بود.

### دورهٔ چهارم
دورهٔ چهارم حکومت او از ۲۴ نوامبر ۱۷۴۱ (خلع مقام برادرش زین‌العابدین) تا ۳ فوریه ۱۷۴۲ (برکناری توسط برادرش مستضی) بود و جمعاً عبدالله در این دوره ۳ ماه سلطنت نمود.

### دورهٔ پنجم
دورهٔ پنجم حکومت او از مه ۱۷۴۳ (خلع مقام برادرش مستضی) تا ژوئیه ۱۷۴۷ (خلع شدن توسط برادرش مستضی) بود و ۴ سال و دو ماه سلطنت را در پیش داشت.

### دورهٔ ششم
آخرین دورهٔ سلطنت وی که از اکتبر ۱۷۴۸ (خلع مقام کردن برادرش مستضی برای همیشه) تا ۱۰ نوامبر ۱۷۵۷ (درگذشتش) بود، او حدوداً ۹ سال و ۱ ماه حکومت کرد. پس از وفاتش، پسرش محمد سوم به حکومت رسید و دیگر برادرانش به سلطنت نرسیدند و تنها نوادگان عبدالله بر مراکش حکم می‌راندند.